# Stephen Marley

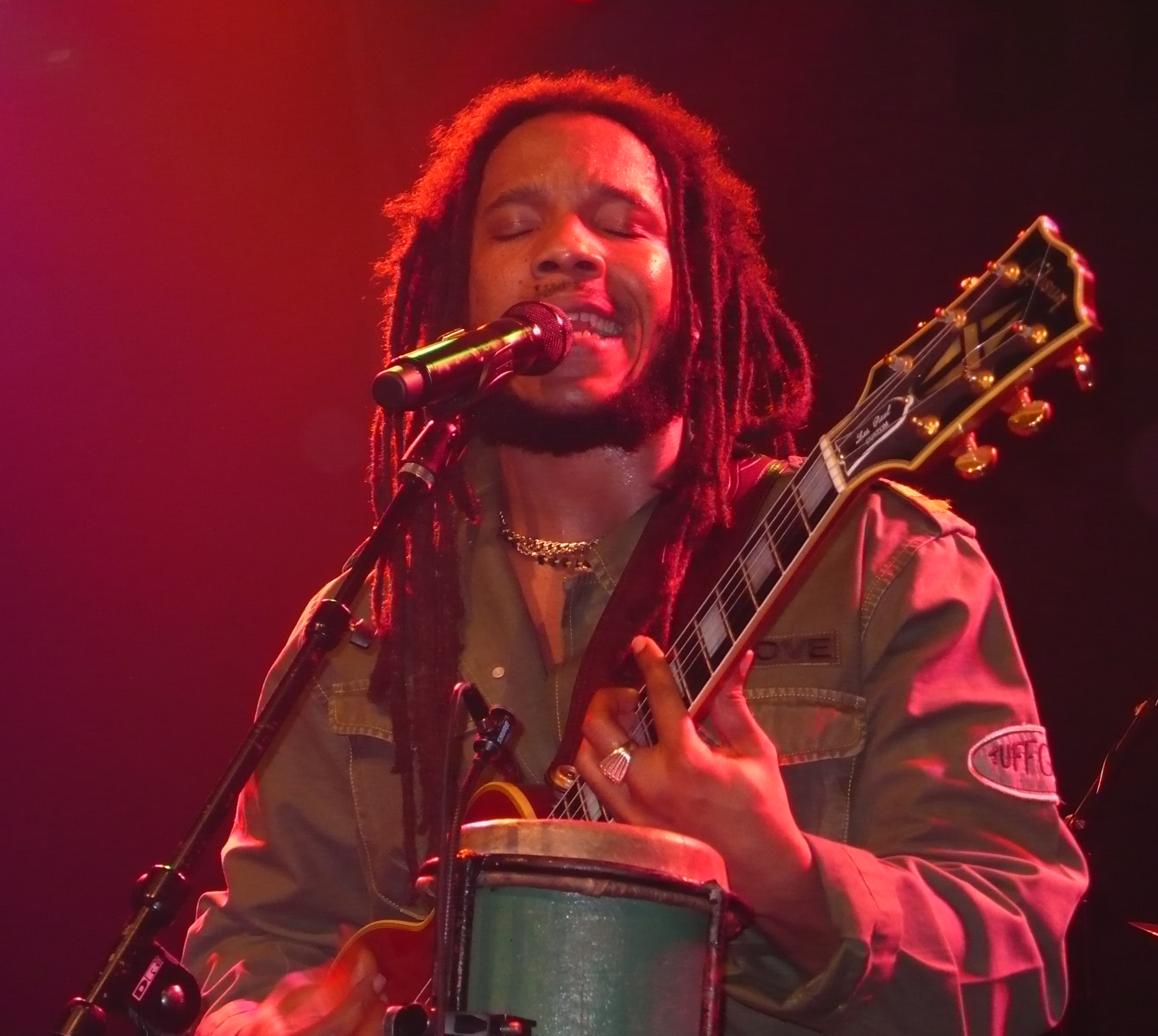
Stephen Marley, 2007

Stephen Marley (* 20. April 1972) ist ein jamaikanischer Roots-Reggae-Musiker.

## Leben und Karriere
Stephen ist ein Sohn von Rita und Bob Marley. Zusammen mit seinen Geschwistern Ziggy, Sharon und Cedella bildet er die Band Ziggy Marley and the Melody Makers, macht aber auch solo Karriere. Er trat im Rahmen der weltweiten „Live 8“-Benefizkonzerte in Philadelphia an der Seite seiner Mutter Rita und der Black Eyed Peas auf. Im März 2007 veröffentlichte Stephen Marley, der bei der Produktion der Alben seines Halbbruders Damian Marley eine entscheidende Rolle spielte, sein erstes Soloalbum „Mind Control“, das aus einer Mischung aus Roots-Reggae und modernem Ragga besteht.
Insgesamt acht Grammy-Auszeichnungen als Produzent und Musiker belohnten Stephen Marleys musikalischen Werdegang, darunter in der Kategorie Bestes Reggae-Album für sein 2007er Album „Mind Control“, 2009 für das Album „Mind Control – Acoustic“  sowie im Jahr 2012 für das Album „Revelation Part 1: The Root of Life“.
Im Juli 2008 tourte er zum ersten Mal mit seinem Soloalbum in Europa. Dabei trat er auch in Deutschland, beim Summerjam in Köln auf. Außerdem spielte er in Hamburg und Berlin. Dazu eröffnete er einige Shows von Alicia Keys in Paris, London und Manchester. Das Ende der zehntägigen Tour setzte ein Auftritt beim Openair Frauenfeld in der Schweiz am 13. Juli 2008.
Sein 1992 geborener Sohn Jo Mersa Marley war ebenfalls Musiker.

## Diskografie (Auswahl)
- 2007: Mind Control
- 2009: Mind Control Acoustic
- 2011: Revelation Part 1: The Root of Life (Tuff Gong/Universal Republic)
- 2016: Revelation Part II: The Fruit of Life (Ghetto Youths)
- 2023: Old Soul (Ghetto Youths International/Universal)

## Auszeichnungen
- Grammy[1]
  - 1989: mit Ziggy Marley and the Melody Makers in der Kategorie „Beste Reggae-Aufnahme“ (Conscious Party)
  - 1990: mit Ziggy Marley and the Melody Makers in der Kategorie „Beste Reggae-Aufnahme“ (One Bright Day)
  - 1998: mit Ziggy Marley and the Melody Makers in der Kategorie „Bestes Reggae-Album“ (Fallen Is Babylon)
  - 2002: als Produzent von Damian Marley in der Kategorie „Bestes Reggae-Album“ (Halfway Tree)
  - 2006: als Produzent von Damian Marley in der Kategorie „Bestes Reggae-Album“ (Welcome To Jamrock)
  - 2008: in der Kategorie „Bestes Reggae-Album“ (Mind Control)
  - 2010: in der Kategorie „Bestes Reggae-Album“ (Mind Control – Acoustic)
  - 2012: in der Kategorie „Bestes Reggae-Album“ (Revelation Pt 1: The Root Of Life)